# Windows NT 3.51
O Windows NT 3.51 é a terceira versão da linha descontinuada de sistemas operacionais Microsoft Windows NT. Foi lançado em 30 de maio de 1995, nove meses após o Windows NT 3.5 e três meses antes do Windows 95. A versão trouxe duas melhorias notáveis: primeiro, o NT 3.51 foi o primeiro de uma curta versão para o Microsoft Windows na arquitetura PowerPC. A segunda grande mudança apresentada nesta versão foi a adição de suporte para operação cliente/servidor com o Windows 95. Ele foi sucedido um ano depois pelo Windows NT 4.0; a Microsoft continuou a oferecer suporte à versão 3.51 até 31 de dezembro de 2001.

## História
O sistema operacional predecessor, o Windows NT 3.5, foi originalmente concebido para oferecer suporte à arquitetura PowerPC. No entanto, isso estava faltando porque a IBM teve que atrasar repetidamente a entrega dos processadores PowerPC. Como resultado, a Microsoft decidiu não adicionar suporte ao PowerPC ao NT 3.5, como havia feito com a versão alfa do Windows NT 3.1, mas lançá-lo como parte de uma versão revisada do Windows NT 3.5 sob o nome Windows NT 3.51.
O sistema operacional foi anunciado pela primeira vez em fevereiro de 1995.  A versão final, NT 3.51, foi lançada nos EUA em maio de 1995. O suporte terminou para usuários finais em 31 de dezembro de 2000 e para clientes corporativos em 31 de dezembro de 2001. Não houve mais atualizações de segurança para vulnerabilidades de segurança recém-descobertas depois disso.
Um total de cinco service packs foram lançados:
| Título         | Data                   | Tamanho                                                     |
| -------------- | ---------------------- | ----------------------------------------------------------- |
| Service Pack 1 | 9 de agosto de 1995    | ?                                                           |
| Service Pack 2 | 11 de outubro de 1995  | 7,5 MB ( x86 ) ? MB (AXP) 11 MB (MIPS) 10,3 MB (PowerPC)    |
| Service Pack 3 | 14 de dezembro de 1995 | 7,5 MB (x86) 11,7 MB (AXP) 11,1 MB (MIPS) 10,3 MB (PowerPC) |
| Service Pack 4 | 14 de março de 1996    | 9,9 MB (x86) 14,9 MB (AXP) 14 MB (MIPS) 13,3 MB (PowerPC)   |
| Service Pack 5 | 23 de setembro de 1996 | 12,4 MB (x86) 18 MB (AXP) 17,7 MB (MIPS) 16,1 MB (PowerPC)  |

Após o Service Pack 5, alguns hotfixes individuais foram lançados. Estes incluíam suporte para o símbolo do euro e placas gráficas AGP.

## Descrição
A principal inovação do Windows NT 3.51 é o suporte ao PowerPC como uma quarta arquitetura de microprocessadores. Outros novos recursos do Windows NT 3.51 em comparação com seu predecessor, o Windows NT 3.5, são limitados. Por exemplo, dispositivos PCMCIA são suportados. Se o sistema for instalado em um Intel Pentium com o bug FDIV, o Windows NT 3.51 oferece a opção de desabilitar a unidade de ponto flutuante para contornar o problema.
A compactação de dados foi introduzida no sistema de arquivos NTFS, permitindo que arquivos individuais ou diretórios inteiros sejam compactados, embora isso ocorra em detrimento do desempenho.
A maior mudança, no entanto, é a adição de inúmeras APIs do Windows 95, que ainda estava em desenvolvimento na época, de modo que os programas do Windows 95 podem, na maioria dos casos, também rodar no Windows NT 3.51, desde que não sejam baseados em componentes incompatíveis com o Windows NT (como o DirectX). O Windows NT 3.51 contém, pela última vez, um driver para o sistema de arquivos HPFS do OS/2, embora, ao contrário do Windows NT 3.5, as partições não possam mais ser formatadas com o sistema de arquivos HPFS.
Em preparação para o Windows NT 4.0, a Microsoft ofereceu a interface de usuário do Windows 95 como um download para o Windows NT 3.51. Embora originalmente fosse destinado a desenvolvedores para adaptarem seus softwares à nova interface de usuário, também foi usado por muitos usuários finais.
Além de um CD-ROM e três discos de inicialização de 5,25″, o Windows NT 3.51 vem com um conjunto de discos de 3,5″, consistindo de 23 discos para a versão de estação de trabalho e 42 discos para o Windows NT Server.

## Requisitos de hardware
| Categoria                    | Requisitos mínimos                                          |
| ---------------------------- | ----------------------------------------------------------- |
| Processador                  | Intel 386 ou 486 a 25 MHz                                   |
| Memória                      | Edição Workstation: 12 MB Edição Server: 16 MB              |
| Placa de vídeo               | VGA                                                         |
| Unidade de disco rígido      | ATA, EIDE, SCSI ou ESDI                                     |
| Espaço livre em disco        | 90 MB                                                       |
| Dispositivo de inicialização | CD-ROM, disquete de 1,44 MB ou 1,2 MB ou rede de área local |